# Cunonia dickisonii
Cunonia dickisonii är en tvåhjärtbladig växtart som beskrevs av Pillon & H.C.Hopkins. Cunonia dickisonii ingår i släktet Cunonia och familjen Cunoniaceae. Inga underarter finns listade i Catalogue of Life.